# Fioria
Fioria es un género con cuatro especies de plantas de la familia  Malvaceae. Es originario de África tropical. 
Fue descrito por Giovanni Ettore Mattei y publicado en Bollettino delle r. Orto Botanico e Giardino Coloniale di Palermo 2: 71, en el año 1917.
 La especie tipo es Fioria vitifolia (L.) Mattei.

## Especies
- Fioria dictyocarpa
- Fioria pavonioides
- Fioria vitifolia
- Fioria yunnanensis